# Ispita (album)
Ispita este cel de-a patrulea material discografic de studio al interpretei Anna Lesko. Marea majoritate a melodiilor au fost compuse de Laurențiu Duță. De pe album face parte single-ul „Anycka Maya”, care a atins poziția cu numărul 2 în Romanian Top 100. Ispita a primit disc de aur în România, pentru vânzări de peste 10,000 de exemplare.

## Lista Melodiilor
1. „Anycka Maya”
2. „Sha La La”
3. „Nebunia Mea Ești Tu”
4. „Nu Mai Poți Visa”
5. „Iubire într-un Tablou”
6. „Prima Dragoste”
7. „Spune Hai”
8. „Te Iubesc”
9. „Lasă-mă să Cred”